# 仙游小鳔𬶋
仙游小鳔𬶋（学名：Microphysogobio xianyouensis），一种于中华人民共和国福建省莆田市仙游县大济镇境内的木兰溪中发现的淡水鱼，隶属于鲤科小鳔𬶋属。